# Aethiocarenus
Aethiocarenus es un género extinto de insectos que contiene una única especie (Aethiocarenus burmanicus) descrito a partir de solo dos ejemplares fósiles, hallados en ámbar del valle de Hukawng (Birmania), con una datación de 98.79 ±0.62 millones de años, que lo sitúa entre el Albiense (Cretácico Inferior) y el Cenomaniense (Cretácico Superior). Tiene una inusual cabeza triangular oblonga que se inserta en el tórax por el vértice opuesto al lado más largo. Aethiocarenus era considerado el único representante de la familia Aethiocarenidae y del orden Aethiocarenodea.
Sin embargo, recientemente se lo ha considerado ser una ninfa de Alienopterus (familia Alienopteridae).

## Descripción
Aethiocarenus era probablemente un animal omnívoro de cuerpo largo, estrecho y aplastado, con patas largas y esbeltas. Se aprecian glándulas en su cuello que depositaban una secreción; se interpreta que podía ser una sustancia protectora frente a los depredadores.